# 中平富宏
中平 富宏（なかひら とみひろ、1968年〈昭和43年〉6月10日 - ）は、日本の政治家。高知県宿毛市長（2期）。元宿毛市議会議員（3期）。

## 来歴
高知県宿毛市出身。広島自動車工業短期大学卒業。
2003年（平成15年）4月27日、宿毛市議会議員に就任。市議を計3期務める。2011年（平成23年）5月、議長に就任。2015年（平成27年）の市議選には出馬しなかった。
2015年（平成27年）12月6日に行われた宿毛市長選挙に自由民主党と公明党の推薦を受けて出馬。元市職員の岡崎匡介を破り当選（中平：7,154票、岡崎：5,365票）。投票率は71.01%だった。12月26日、市長就任。
2019年（令和元年）、自民党・公明党の推薦を受けて市長選に立候補。元市議の田中徳武を退け再選（中平：6,071票、田中：3,914票）。投票率は過去最低の58.10％（-12.91pts）を記録した。
2023年（令和5年）、11月26日に行われた市長選では、会社員の岡崎利久を退け3選（中平：5,840票、岡崎：4,814票）。投票率は66.07%（+7.97pts）だった。

## 市政

### DHCとの協定解消
2017年（平成29年）1月19日、宿毛市は、健康づくり事業の推進および地域活性化を目指すため、DHCと包括連携協定を締結した。
その後、DHCは2020年（令和2年）11月、吉田嘉明会長名で競合他社について「CMに起用されているタレントはどういうわけかほぼ全員がコリアン系の日本人」と公式ウェブサイトに記載。2021年（令和3年）4月9日、DHCはさらに吉田の差別発言を掲載。吉田は「NHKは幹部・アナウンサー・社員のほとんどがコリアン系」「NHKは日本の敵」と述べた。
2021年（令和3年）5月上旬、宿毛市は文章の削除を求めたが、これに対しDHCは「削除しない」と返答。中平は協定先として適切ではないと判断し、5月19日、解約する旨を書面で通知した。

### 宿毛湾港の活用
2020年（令和2年）7月14日、中平は野々下昌文市議会議長、地元県議らと防衛省を訪問。南西諸島防衛に当たる自衛隊の後方支援拠点に宿毛湾港の活用を求める要望書を河野太郎防衛相に提出した。